# Квемо-Энтели
Квемо-Энтели (груз. ქვემო ენთელი) — село в Грузии, на территории Адигенского муниципалитета края (мхаре) Самцхе-Джавахети.

## География
Село находится в южной части Грузии, к северу от реки Кваблиани, на расстоянии 5 километров (по прямой) к востоку от посёлка городского типа Адигени, административного центра муниципалитета. Абсолютная высота — 1241 метр над уровнем моря.

## Население
По результатам официальной переписи населения 2014 года, в Квемо-Энтели проживало 350 человек (182 мужчины и 168 женщин). В национальной структуре населения грузины составляли 99,1 %, армяне — 0,6 %, русские — 0,3 %.
| Год  | Население, человек |
| ---- | ------------------ |
| 2002 | 422                |
| 2014 | ↘ 350              |